# Vicarious
«Vicarious» es una canción del álbum 10,000 Days de la banda estadounidense de metal progresivo Tool. Es el primer sencillo del álbum y la canción con la que abre el disco. Esta canción se caracteriza por tener el inigualable estilo metal de Tool (como las canciones "Schism" y "Parabola"). 
El compás de la canción es de 5/4, excepto en los coros (en los cuales cambia a 3/4).
Su video, diseñado por Adam Jones (guitarrista de la banda), es el primero de Tool diseñado totalmente por ordenador. "Vicarious" fue nominada a los premios Grammy en la categoría de "Mejor interpretación de Hard Rock". El vídeo musical de Vicarious salió en DVD el 18 de diciembre.
La canción también es jugable en Guitar Hero World Tour.

## Tema
El tema de la canción es la hipocresía de quienes critican un gusto de las personas por lo macabro en la televisión (o cualquier otro medio). Desde el punto de vista del protagonista, éste reprende la posición de quienes lo critican y consideran un monstruo por gustarle ver historias o noticias en televisión donde alguien muere o se derrama sangre, ya que "la emoción está en la tragedia" y "no hay diversión hasta que alguien muere". La banda, en realidad, eso es lo que está criticando, el hecho de que las personas pueden llegar a tener un placer culposo al ver las noticias de hechos escabrosos o de tragedias desde la comodidad del sillón de la sala de TV; y quien diga lo contrario, está mintiendo.  De ahí el término Vicario, que se traduce como algo soportado o hecho por una persona que sustituye a otra; y el hecho de que ha crecido la popularidad de páginas con contenido explícito (conocido con el término gore) entre las que se encuentran, por ejemplo, Rotten.com, sitio que cuando inició (fue el primero de los tantos que existen hoy) llegó a tener 200 mil visitas diarias.